# 쐐기

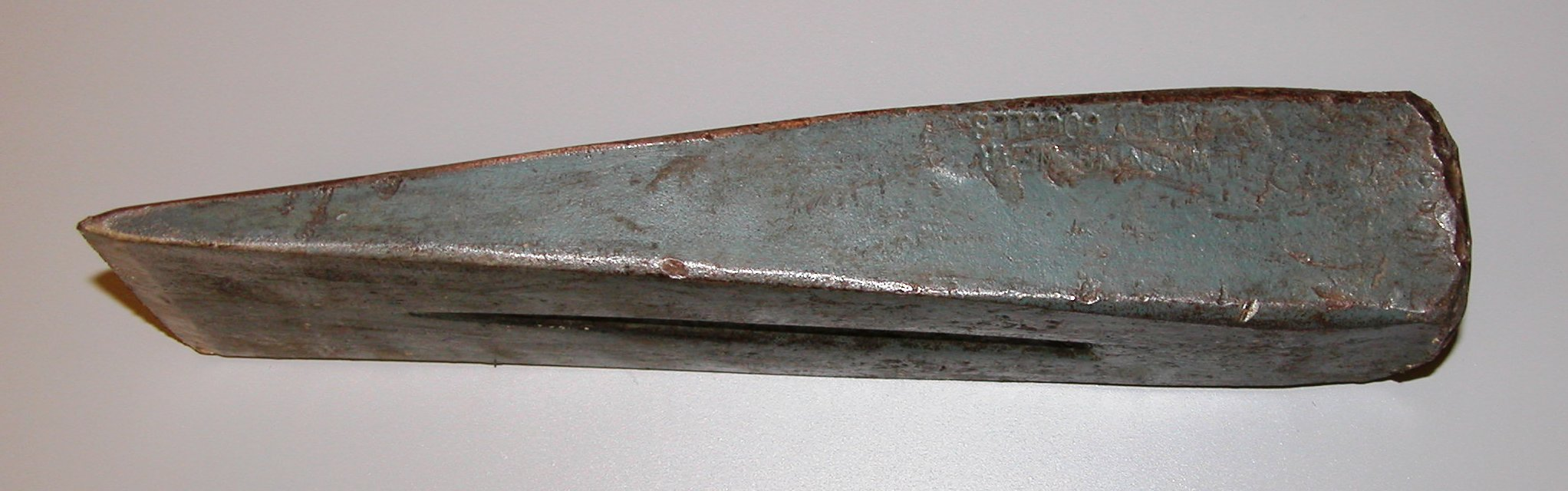
쐐기

쐐기(영어: Wedge)는 어떤 틈에 박아 넣어서, 틈을 효과적으로 벌릴 수 있도록 하는 도구이다. 또 물체를 들어 올리고 잡고 있는데 쓸 수도 있다. 일종의 휴대용 빗면이라고 할 수 있다. 쐐기의 큰 쪽에 힘을 넣으면 이 힘이 모인 반대쪽에 집중되기 때문에 힘을 집중시킬 수 있다. 이 빗면의 효율은 넓은 폭 대 길이, 즉 빗면의 기울기에 달려 있다.

## 역사
쐐기는 수천년 동안 존재해 왔다. 처음에는 단순한 돌로 만들어졌다. 쐐기의 첫 번째 예는 양면 가장자리 또는 쐐기를 형성하기 위해 일반적으로 부싯돌인 돌을 쪼개어 만든 손도끼일 것으로 추정한다. 쐐기는 도구의 측면 힘과 움직임을 공작물의 가로 분할 힘과 움직임으로 변환하는 간단한 기계이다. 사용 가능한 힘은 도구를 사용하는 사람의 노력에 따라 제한되지만 힘은 힘과 움직임의 산물이기 때문에 쐐기는 움직임을 줄여 힘을 증폭시킨다. 이러한 증폭이나 기계적 이점은 입력 속도와 출력 속도의 비율이다. 쐐기의 경우 이는 1/tanα로 제공되며, 여기서 α는 팁 앵글(tip angle)이다. 쐐기의 면은 직선으로 모델링되어 슬라이딩 또는 프리즘형 조인트를 형성한다.
쐐기의 기원은 알려져 있지 않다. 고대 이집트 채석장에서는 건설에 사용된 돌 블록을 부수기 위해 청동 쐐기를 사용했다. 물에 적신 후 부풀어오르는 나무 쐐기도 사용되었다. 아메리카 대륙의 일부 원주민은 카누, 주거지 및 기타 물건을 만들기 위해 나무를 쪼개고 가공하는 데 녹용 쐐기를 사용했다.

## 날 부분과 쐐기
날 부분과 두 개의 경사면이 한쪽 가장자리에서 만나도록 배치된 복합 경사면이다. 두 평면이 만나는 가장자리가 고체 또는 유체 물질로 밀려 들어가면 재료에 가해지는 힘이 날 부분의 면에 수직인 두 개의 반대 힘으로 전달되어 재료의 분리 저항을 극복한다.
인간이 칼날을 처음으로 사용한 것으로 알려진 것은 동물 조직을 쪼개거나 쪼개는 데 사용되는 부싯돌의 날카로운 모서리였다. 고기 자르기. 철이나 다른 금속을 사용함으로써 그러한 종류의 작업을 위한 칼이 개발되었다. 칼날을 사용하면 인간은 단순히 손으로 잡아당기는 것보다 훨씬 적은 힘으로 고기, 섬유질, 기타 식물 및 동물 재료를 자를 수 있다. 다른 예로는 토양 입자를 분리하는 쟁기, 직물을 분리하는 가위, 목재 섬유를 분리하는 도끼, 목재를 분리하는 끌과 대패가 있다.
쐐기, 톱 및 끌은 나무, 단단한 돌, 단단한 금속과 같은 두껍고 단단한 재료를 분리할 수 있다. 분리할 재료의 더 넓은 영역에 걸쳐 동일한 힘을 적용하는 분쇄 과정보다 훨씬 적은 힘과 재료 낭비로 더 정밀하게 분리할 수 있다.
쐐기의 다른 예는 고체에 원형 구멍을 생성하는 드릴 비트에서 찾을 수 있다. 드릴 비트의 두 모서리는 반대 각도로 날카롭게 뾰족해지고 그 모서리는 드릴 비트의 샤프트 주위에 감겨 있다. 드릴 비트가 회전축을 중심으로 회전할 때 쐐기는 분리할 재료 안으로 강제로 들어가게 된다. 재료의 절단 결과는 드릴 비트의 회전 방향으로 이루어지며, 비트의 나선형 모양은 절단된 재료를 제거할 수 있게 해준다.

## 같이 보기
- 도끼
- 날 (도구)
- 나이프
- 못
- 압정
- 메스
- 가위
- 낫
- 축바퀴